# Згорський Дмитро Іванович
Дмитро Іванович Згорський  (*11 липня 1929, Київ - 2010, Буча) — український письменник.

## Біографія

### Дитинство і юність
Дмитро Згорський народився 11 липня 1929 року у Києві, в родині службовців. Батько — Іван Васильович Згорський (1900—1972), мати — Галина Петрівна Бурданова.
Дитинство та юнацькі роки пройшли у селищі (нині-місто) Буча поблизу Києва. Перед війною закінчив 4 класи Бучанської залізничної школи № 13. Під час окупації пас кіз та корів.

### Дорослий період життя
У 1946 році закінчив 7 класів Бучанської школи та вступив до Київської чоловічої СШ № 24, яку закінчив 1949 зі срібною медаллю. Того ж 1949 р. вступив до Київського автомобільно-дорожнього інституту(КАДІ, нині-НТУ) на дорожньо-будівельний факультет, який закінчив із червоним дипломом 1954 року. З 1954 по 1958 роки працював за призначенням у Мінську. З 1958 по 1993 працюбвав у КАДІ на кафедрі будівельних конструкцій та мостів.
У зрілому віці пережив два лиха — параліч (1989) та смерть дружини (1994), згодом був покинутий жінкою, з якою сподівався доживати віку. Після цього Дмитро Згорський відкрив у собі приспану здібність до написання коротких оповідань.
Мешкав та працював у Бучі. Захоплювався рибальством та полюванням.
Помер у Бучі 2010 року.

### Літературна творчість
Перше оповідання «Рудий» було надруковане у січні 1998 року. З того часу Дмитро Згорський(творчий псевдонім Дізго) написав понад 250 коротких оповідань, що друкувалися у газетах «Правда Украины», «Интересная газета», «Ірпінський вісник», «Петрівна», «Мисливство та рибальство», «Преззидентський вісник», «Бучанські новини».
2002 року вийшла перша книга «Особенности украинской национальной охоты»(перевидана 2008 р. українською мовою), до якої увійшли найкращі оповідання на мисливську та рибальську тематику.
2006 року вийшла друга книга, що э своєрідною одою рідним місцям письменника-Бучі та довкіллю, тому невипадковою є назва — «Бучанські оповідання». Водночас письменник підготував до друку третю книгу-„Моє життя“.
2008 року вийшла четверта книга — «Правдиві історії Дмитра Дізго».
Особливістю усіх оповідань є їхня автобіографічність — автор у художній обробці лише описує епізоди з власного життя або життя оточуючих людей. Усі оповідання відзначаються надзвичайною стислістю та змістовністю-на 3-5 сторінках автор повністю розкриває свою чергову історію.

### Видання творів
- Особенности украинской национальной охоты. К.,2002.
- Бучанські оповідання Дмитра ДІЗГО. К., «Український письменник», 2006.
- Правдиві історії Дмитра ДІЗГО. К., «Сучасний письменник»,2008.
- Особливості українського національного полювання. К.,2009.